# Жоао Пинто Коелю
Жоао Пинто Коелю (на португалски: João Pinto Coelho) е архитект, преподавател по визуални изкуства и португалски писател. През октомври 2017 г. печели наградата на издателство „LeYa“ за книгата си „Лудите от улица „Мазур“ („Os Loucos da Rua „Mazur“).

## Биография
Жоао Пинто Коелю е роден в Лондон през 1967 г. Завършил е архитектура и е преподавател по визуални изкуства.
Дебютният роман на Пинто Коелю е „Попитайте Сара Грос“.

## Творби
- Perguntem a Sarah Gross (2015)
Попитайте Сара Грос, изд. „Лемур“ (2021), прев. Димитър Атанасов[4]
- Os Loucos da Rua „Mazur (2017)

Лудите от "улица Мазур", изд. „Лемур“(2022), прев. Димитър Атанасов, ISBN 9786197581270
- Um Tempo a Fingir (2020)

Време за преструвки, изд. „Лемур“ (2022), прев. Рада Ганкова